# Гинзбург, Исаак Павлович
Исаак Павлович (Ицке-Гершен Файвишевич) Гинзбург (10 марта 1910 — 26 марта 1979) — советский учёный в области аэрогазодинамики и динамики полёта летательных аппаратов. Доктор физико-математических наук (1944 г.), профессор.

## Биография
Окончил Ленинградский государственный университет по специальности «Гидро-аэромеханика» (1931). Ученик выдающихся отечественных ученых академиков Н. Е. Кочина, В. И. Смирнова, И. А. Кибеля. В годы Великой Отечественной войны работал в филиале ЛГУ (г.Елабуга), участвовал в исследованиях по заданию Государственного Комитета Обороны.
С 1945 г. совмещал научно-педагогическую деятельность в Ленинградском государственном университете (организатор и заведующий газодинамической лаборатории с 1964 г.) и Военно-механическом институте (заведующий кафедрой № 5 «Аэрогазодинамики и динамики полета» на факультете реактивного оружия с 1949 по 1979 годы).
Крупные исследования И. П. Гинзбурга посвящены задачам движения газа в трубопроводах, истечения газа из сосудов при наличии местных сопротивлений, трения и теплообмена. Значителен его вклад в теорию гидравлического удара. Им было получено аналитическое решение неустановившегося движения жидкости при гидравлическом ударе в длинном трубопроводе, диаметр и толщина стенок которого меняются по длине.
В 1950-е годы начинается современный этап исследований газоструйных течений, который был вызван
бурным развитием авиационной и ракетно-космической техники. Первые конкретные задачи в этой проблемной области прикладной газодинамики в Военно-механическом институте были поставлены И. П. Гинзбургом.
Исследования в области гидродинамики вязкой жидкости разрабатывались И. П. Гинзбургом совместно с его учениками:
- теоретические и экспериментальные исследования обширного круга струйных течений:
- задачи турбулентного пограничного слоя крыла и осесимметричного тела.

Широко известны его многочисленные работы по турбулентному пограничному слою при наличии диффузии и диссоциации, тепловой радиации, магнитных и электрических полей.
Выдающийся организатор науки; создатель научной школы в области прикладной газовой динамики (внутренние течения в камерах, каналах; сверхзвуковых струях). Среди его учеников член-корреспондент АН СССР (Дулов Виктор Георгиевич), 34 доктора и 123 кандидата наук(с 1957 г.).

## Награды
- 2 ордена «Знак Почёта» (21.02.1944; …)
- медали

## Книги и статьи
- «Прикладная гидрогазодинамика» Л.: Изд. ЛГУ, 1958,
- «Аэрогазодинамика» М.: Высшая школа, 1966,
- «Теория сопротивления и теплопередачи» Л.: Изд. ЛГУ, 1970,
- «Трение и теплопередача при движении в смеси газа» Л.: Изд. ЛГУ, 1975.
- Experimental study of underexpanded jets impinging normally on a plane baffle GINZBURG, I P | SEMILETENKO, B G | USKOV, V N Fluid Mechanics-Soviet Research. Vol. 4, pp. 93–105. May-June 1975
- Гинзбург И. П., Гриб А. А., Качанов Л. М., Поляхов Н. Н. Основные этапы развития механики на кафедрах Ленинградского университета за 1917—1967 годы // Вестн. Ленингр. ун-та. Сер. матем., мех., астрон. 1967. Вып. 3. С. 5-20.

## Статьи и книги о Гинзбурге
- Акимов Г.А «Развитие теоретической прикладной газодинамики школой профессора И. П. Гинзбурга» -СПб.:Изд. БГТУ ,2002.
- «Исаак Павлович Гинзбург (к 60-летию со дня рождения и 40-летию научно-педагогической деятельности)» Инженерно-физический журнал Том 18, Номер 3 (Март, 1970)
- Исаак Павлович Гинзбург. К семядисятилетию со дня рождения. «Гидроаэромеханика и теория упругости» (Днепропетровск), 1980, N 26, с.3-4
- Isaak Pavlovich Ginzburg (on his sixtieth birthday and fortieth year of scientific and pedagogical activities) (недоступная ссылка)